# Moshe Teitelbaum

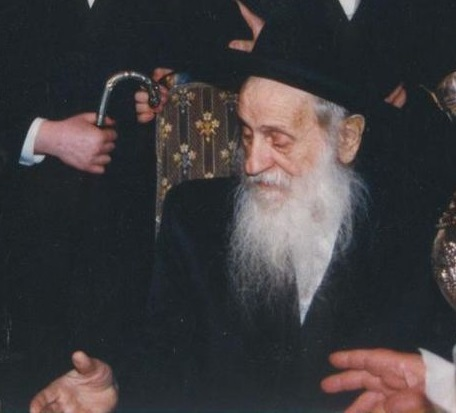
Moshe Teitelbaum (1988)

Moshe Teitelbaum, auch Moses Teitelbaum (geboren 1. November 1914 in Máramarossziget, Österreich-Ungarn; gestorben 24. April 2006 in New York City), war ein rumänisch-US-amerikanischer chassidischer Rabbiner und als solcher das geistliche Oberhaupt der ultraorthodoxen jüdischen Gemeinschaft der Satmarer Chassidim.

## Leben
Moshe Teitelbaum wurde 1914 geboren. Er verlor beide Eltern im Alter von 11 Jahren und wuchs bei seinem Großvater und bei seinem Onkel Rabbiner Joel Teitelbaum auf. 1944 wurde er mit seiner Familie in das KZ Auschwitz deportiert, wo seine erste Frau Leah und ihre drei gemeinsamen Kinder ermordet wurden. Er selbst gelangte zur Zwangsarbeit in das Außenlager Wille des KZ Buchenwald nach Tröglitz und später ins KZ Theresienstadt, wo er 1945 die Befreiung erlebte. Mit seiner zweiten Frau Pessel Leah emigrierte er in die USA. Dort leitete er den Wiederaufbau der Sigheter Gemeinde im Brooklyner Stadtteil Boro Park, an deren Spitze er stand, bis er nach dem Tod seines Onkels zum Satmar-Rebben ernannt wurde.
Seit 1980 stand er an der Spitze der ursprünglich aus Ungarn stammenden Satmar-Gemeinde. Der größte Teil der Gemeinde lebt im New Yorker Stadtteil Williamsburg, in einer eigenen Kleinstadt namens Kiryas Joel, weiters in Monsey, in Boro Park und in Gemeinden in Israel, Europa, Australien und Argentinien.

## Nachfolge
In den letzten Jahren war Rabbiner Moshe Teitelbaum Oberhaupt einer zunehmend gespaltenen Bewegung. Der Konflikt trat zutage, als er 1999 seinen drittältesten Sohn Salman Lejb zum Oberrabbiner der zentralen Satmar Gemeinde in Williamsburg ernannte, was von manchen als Hinweis gedeutet wurde, dass er für die Nachfolge seines Vaters auserkoren war, und nicht Aron, der als ältester Sohn bis dahin als aussichtsreichster Kandidat gegolten hatte. Seit damals gab es wiederholt öffentliche und zum Teil gewalttätige Konfrontationen zwischen den beiden Brüdern und ihren Anhängern. Außerdem sind mehrere Gerichtsverfahren um die Macht in der Bewegung anhängig, die unter anderem gemeindeeigene Immobilien betreffen, deren Wert auf rund 500 Mio. Dollar geschätzt wird.
Rabbiner Moshe Teitelbaum hinterließ vier Söhne und zwei Töchter (eine dritte Tochter verstarb Anfang der 1990er Jahre).

## Ideologie
Satmar betont die geistige und soziale Isolation von der nicht-orthodoxen Gesellschaft und Kultur und lehnt den Zionismus in jeder Form vehement ab.
Grundlegendes Argument ist dabei die im Mischnatraktat K'tubbot vorgebrachte Lehre von den „Drei Schwüren“, die König Salomon im Hohelied den „Töchtern Zions“ (d. h. dem jüdischen Volk) auferlegte. Der Talmud erklärt dies dahingehend, dass das jüdische Volk nicht als Gruppe unter Anwendung von Macht und Gewalt ins Heilige Land ziehen, nicht gegen die Regierungen ihrer Gastländer rebellieren und nicht durch ihre Sünden das Kommen des Messias verzögern darf.
In seinem 1958 erschienenen VaJoel Mosche legt Rabbiner Joel Teitelbaum seine Meinung dar, dass der Zionismus die „Drei Schwüre“ verletze. Nur der von Gott gesandte Messias könne eine neue jüdische Regierung im Heiligen Land bringen, und jede Initiative seitens der Menschen, dies durch die Neugründung Israels vorwegzunehmen, sei eine Sünde und von großer Gefahr für alle Beteiligten. Daher warnte Rabbiner Joel Teitelbaum eindringlich vor jeglichem Kontakt mit dem Staat Israel und seinen Vertretern und forderte unter anderem dazu auf, israelische Wahlen zu boykottieren. Er ging so weit, den Besuch der Westmauer am Jerusalemer Tempelberg abzulehnen, weil sie durch die israelische Armee befreit wurde. Er sah in seiner Ablehnung des Zionismus einen Beitrag, um jüdisches Leben zu schützen und Blutvergießen zu vermeiden, und einen Ausdruck wahrer Liebe zum Land Israel, das er selbst mehrmals besuchte, und in dem große Gemeinden seiner Anhänger leben. Seine Schlussfolgerungen aus der Ablehnung des Zionismus werden dennoch von großen Teilen der jüdischen Orthodoxie nicht geteilt.

## Kinder
Großrabbiner Moshe Teitelbaum und seine zweite Frau Pessel Leah hatten zusammen 7 Kinder:
- Chaya, sie starb im Jahr 1993 an Krebs. Sie war die Ehefrau des Rabbiners der Satmarer Gruppierung in der Nachbarschaft Borough Park, Brooklyn.
- Großrabbiner Aharon Teitelbaum, der älteste Sohn. Nach dem Tod seines Vaters im Jahr 2006 wurde er von den meisten Gemeindemitgliedern zum Großrabbiner ernannt. Ungefähr im Jahr 1965 heiratete er Sosha, die Tochter des vorherigen Großrabbiners der Vizhnitzer Gruppierung in Bnei Brak, Rabbiner Moshe Jehoschua Hager.
- Rabbiner Chanaya Yom Tov Lipe, er dient als Rabbiner der Synagoge seines Vaters in Williamsburg.
- Großrabbiner Zalman Lejb, er wurde nach dem Tod seines Vaters im Jahr 2006, gemäß dem Willen des Vaters, als amtlicher Nachfolger seines Vaters gekrönt.
- Rabbiner Shalom Eliezer, er dient als Rabbiner in der Satmarer Synagoge in 15 Avenue in Borough Park.
- Bracha Sima, die Ehefrau des Hauptrabbiners der Satmarer Gemeinde in Montreal, Kanada.
- Hendel, die Ehefrau des Großrabbiners der Satmarer Gemeinde in Monsey, die im Hinterland New Yorks liegt und die als eine der größten Zentren der jüdischen ultra-orthodoxen Gemeinde in den Vereinigten Staaten gilt.